# سفاستریل
سفاستریل(به انگلیسی: Cefacetrile یا cephacetrile) (INN) یک آنتی بیوتیک سفالوسپورین نسل اول وسیع الطیف است که در درمان عفونت‌های باکتریایی گرم مثبت و گرم منفی موثر است. این دارو یک آنتی بیوتیک باکتریواستاتیک است. سفاستریل با نام‌های تجاری Celospor ,Celtol و Cristacef , و همچنین Vetimast برای معالجه عفونت‌های پستانی در گاوهای شیرده به بازار عرضه می‌شود. 

## سنتز

سنتز سفاکتریل: (۱۹۶۶ Ciba-Geigy).

این ماده از واکنش ۷-ای‌سی‌ای (۷-آمینوسفالوسپورانیک اسید) با سیانواستیل کلراید در حضور تری‌بوتیل‌آمین ساخته می‌شود.